# ケプラー1708b I
ケプラー1708b I（英: Kepler-1708b I）とは、地球から約5500光年離れた位置に存在する太陽系外惑星ケプラー1708bの周囲を公転している可能性がある太陽系外衛星（候補）である。ケプラー1708b-i等の表記もみられる。ケプラー1708b Iは2番目の太陽系外衛星候補としてケプラー1625b Iに次いで追加された。

## 発見
ケプラー宇宙望遠鏡によって発見されたトランジットを起こす温度が低めの70個の巨大惑星について調査され、そのうちケプラー1708bにのみ衛星が存在する可能性が示された。ケプラー1708b Iと主星であるケプラー1708bの発見を示す論文は2022年1月12日にarXivに投稿された。ケプラー1708b Iの誤検出率はわずか約1%である。その1%は衛星とされている信号がケプラー1708の周囲を公転するケプラー1708b以外の未知の太陽系外惑星に起因する可能性がある場合である。なお、ケプラー1708b Iが太陽系外衛星ではないとする根拠は現時点ではないものの、まだ候補段階であり、存在を確認するには将来のフォローアップ観測が必要である。ハッブル宇宙望遠鏡（HST）やジェイムズ・ウェッブ宇宙望遠鏡（JWST）、PLATO等による将来の観測が行われた場合、追加のケプラー1708b Iのトランジットの観測及びTTVが観測できる可能性がある。次回のトランジットは2023年3月24日に起こると予想されている。

## 特性
ケプラー1708b Iは約2.6地球半径を持つミニ・ネプチューンであるとされている。これはケプラー1625b Iと比較するとかなり小さいサイズである。主星であるケプラー1708bから740,000~キロメートル離れた位置をケプラー1708bが恒星のケプラー1708の周囲を公転する軌道と同一平面上の軌道を公転しており、その公転周期は約4.6日である。